# Upper Edmonton
Upper Edmonton – dzielnica Londynu, leżąca w gminie Enfield. W 2011 dzielnica liczyła 17 374 mieszkańców.